# Perú en los Juegos Panamericanos de 2015
Perú fue uno de los países que participó en los Juegos Panamericanos de 2015 en la ciudad de Toronto, Canadá. La delegación peruana estuvo compuesta por 158 deportistas que compitieron en 28 deportes. Perú participó por primera vez en las disciplinas de nado sincronizado y boxeo femenino.
El abanderado en la ceremonia de apertura fue el squashista Diego Elías.

## Medallistas
| Medalla | Atletas                     | Deporte        | Evento            | Fecha       |
| ------- | --------------------------- | -------------- | ----------------- | ----------- |
| Oro     | Francisco Boza              | Tiro           | Fosa              | 14 de julio |
| Oro     | Natalia Cuglievan           | Esquí acuático | Figuras           | 23 de julio |
| Oro     | Alexandra Grande            | Karate         | 61 kg             | 24 de julio |
| Plata   | Diego Elías                 | Squash         | Singles           | 13 de julio |
| Plata   | Thalia Mallqui              | Lucha          | 48 kg             | 16 de julio |
| Plata   | Raúl Pacheco                | Atletismo      | Maratón           | 25 de julio |
| Bronce  | Andrés Duany Diego Elías    | Squash         | Dobles            | 13 de julio |
| Bronce  | Mario Cuba Katherine Winder | Bádminton      | Dobles mixtos     | 14 de julio |
| Bronce  | Mario Molina                | Lucha          | 66 kg             | 15 de julio |
| Bronce  | Yanet Sovero                | Lucha          | 58 kg             | 16 de julio |
| Bronce  | Marko Carrillo              | Tiro           | Pistola 50 metros | 17 de julio |
| Bronce  | Alessandra Vindrola         | Karate         | 55 kg             | 23 de julio |

## Atletas
| Disciplina             | Deportistas |
| Atletismo              | 13          |
| Bádminton              | 8           |
| Boxeo                  | 3           |
| Canotaje               | 1           |
| Ciclismo               | 4           |
| Clavados               | 2           |
| Equitación             | 2           |
| Esgrima                | 1           |
| Esquí acuático         | 4           |
| Fútbol                 | 18          |
| Gimnasia               | 4           |
| Golf                   | 4           |
| Levantamiento de pesas | 4           |
| Judo                   | 4           |
| Karate                 | 3           |
| Lucha                  | 7           |
| Nado sincronizado      | 9           |
| Natación               | 10          |
| Pentatlón moderno      | 3           |
| Remo                   | 3           |
| Squash                 | 3           |
| Taekwondo              | 3           |
| Tenis                  | 1           |
| Tenis de mesa          | 6           |
| Tiro                   | 13          |
| Triatlón               | 3           |
| Vela                   | 10          |
| Voleibol               | 12          |
| Total                  | 158         |

## Deportes

### Atletismo
Femenino
Eventos de pista
| Atleta            | Evento                     | Final       | Final       |
| Atleta            | Evento                     | Tiempo      | Posición    |
| ----------------- | -------------------------- | ----------- | ----------- |
| Jovana de la Cruz | 5000 metros                | 16:31.94    | 11          |
| Soledad Torre     | 5000 metros                | 17:11.83    | 13          |
| Inés Melchor      | 10000 metros               | 33:07.66    | 5           |
| Gladys Tejeda     | 10000 metros               | ———         | ———         |
| Inés Melchor      | Maratón                    | No finalizó | No finalizó |
| Gladys Tejeda     | Maratón                    | ———         | ———         |
| Cinthya Páucar    | 3000 metros con obstáculos | 10:35.16    | 8           |
| Kimberly García   | 20 kilómetros              | 1:32:45     | 5           |

Eventos de campo
| Atleta        | Evento            | Final     | Final    |
| Atleta        | Evento            | Distancia | Posición |
| ------------- | ----------------- | --------- | -------- |
| Paola Mautino | Salto de longitud | 6.35      | 12       |

Masculino
Eventos de pista
| Atleta           | Evento                | Clasificación | Clasificación | Final        | Final            |
| Atleta           | Evento                | Tiempo        | Posición      | Tiempo       | Posición         |
| ---------------- | --------------------- | ------------- | ------------- | ------------ | ---------------- |
| Javier McFarlane | 110 metros con vallas | No finalizó   | No finalizó   | No clasificó | No clasificó     |
| Jorge McFarlane  | 110 metros con vallas | 13.73         | 5             | No clasificó | No clasificó     |
| Luis Ostos       | 10000 metros          | ———           | ———           | 29:03.93     | 5                |
| Raúl Machacuay   | Maratón               | ———           | ———           | 2:24:29      | 10               |
| Raúl Pacheco     | Maratón               | ———           | ———           | 2:17:13      | Medalla de plata |
| Pavel Chihúan    | 50 kilómetros         | ———           | ———           | No finalizó  | No finalizó      |

Eventos de campo
| Atleta          | Evento            | Clasificación | Clasificación | Final     | Final    |
| Atleta          | Evento            | Distancia     | Posición      | Distancia | Posición |
| --------------- | ----------------- | ------------- | ------------- | --------- | -------- |
| Jorge McFarlane | Salto de longitud | 7.52          | 5             | 7.80      | 7        |

### Bádminton
Femenino
| Atleta                             | Evento  | Ronda de 64                 | Ronda de 32                             | Ronda de 16                                      | Cuartos de final                        | Semifinal       | Final           | Posición Final |
| Atleta                             | Evento  | Rival Resultado             | Rival Resultado                         | Rival Resultado                                  | Rival Resultado                         | Rival Resultado | Rival Resultado | Posición Final |
| ---------------------------------- | ------- | --------------------------- | --------------------------------------- | ------------------------------------------------ | --------------------------------------- | --------------- | --------------- | -------------- |
| Daniela Macías                     | Singles | ———                         | Daigenis Saturria 21-6 / 21-7           | Alejandra Paiz 21-3 / 21-2                       | Iris Wang 9-21 / 6-21                   | Eliminada       | Eliminada       | 8              |
| Danica Nishimura                   | Singles | Adriana Artiz 21-17 / 21-16 | Luz María Zornoza 14-21 / 23-21 / 18-21 | Eliminada                                        | Eliminada                               | Eliminada       | Eliminada       | 24             |
| Luz María Zornoza                  | Singles | ———                         | Danica Nishimura 21-14 / 21-23 / 21-18  | Haramara Gaitán 21-18 / 12-21 / 17-21            | Eliminada                               | Eliminada       | Eliminada       | 12             |
| Daniela Macías Danica Nishimura    | Dobles  | ———                         | ———                                     | Katherine Wynter Ruth Williams 21-13 / 21-7      | Eva Lee Paula Lynn Obanana 6-21 / 10-21 | Eliminadas      | Eliminadas      | 5              |
| Katherine Winder Luz María Zornoza | Dobles  | ———                         | ———                                     | Tahimara Oropeza Melissa Azcuy Pérez 21-8 / 21-7 | Alex Bruce Phyllis Chan 6-21 / 10-21    | Eliminadas      | Eliminadas      | 7              |

Masculino
| Atleta                        | Evento  | Ronda de 64                | Ronda de 32                | Ronda de 16                               | Cuartos de final                      | Semifinal       | Final           | Posición Final |
| Atleta                        | Evento  | Rival Resultado            | Rival Resultado            | Rival Resultado                           | Rival Resultado                       | Rival Resultado | Rival Resultado | Posición Final |
| ----------------------------- | ------- | -------------------------- | -------------------------- | ----------------------------------------- | ------------------------------------- | --------------- | --------------- | -------------- |
| Andrés Corpancho              | Singles | Job Castillo 18-21 / 18-21 | Eliminado                  | Eliminado                                 | Eliminado                             | Eliminado       | Eliminado       | 34             |
| Mario Cuba                    | Singles | ———                        | Alex Yuwan 21-14 / 21-13   | Andrew D'Souza 8-21 / 9-21                | Eliminado                             | Eliminado       | Eliminado       | 12             |
| José Guevara                  | Singles | ———                        | Luis Garrido 12-21 / 10-21 | Eliminado                                 | Eliminado                             | Eliminado       | Eliminado       | 27             |
| Mario Cuba Martín Del Valle   | Dobles  | ———                        | ———                        | Alex Yuwan Igor De Oliveira 22-20 / 21-17 | Job Castillo Lino Muñoz 17-21 / 14-21 | Eliminados      | Eliminados      | 6              |
| Andrés Corpancho José Guevara | Dobles  | ———                        | ———                        | Daniel Paiola Hugo Arthuso 13-21 / 17-21  | Eliminados                            | Eliminados      | Eliminados      | 13             |

Mixtos
| Atleta                             | Evento        | Ronda de 32                                  | Ronda de 16                             | Cuartos de final                                  | Semifinal                                 | Final           | Posición Final    |
| Atleta                             | Evento        | Rival Resultado                              | Rival Resultado                         | Rival Resultado                                   | Rival Resultado                           | Rival Resultado | Posición Final    |
| ---------------------------------- | ------------- | -------------------------------------------- | --------------------------------------- | ------------------------------------------------- | ----------------------------------------- | --------------- | ----------------- |
| Mario Cuba Katherine Winder        | Dobles mixtos | ———                                          | Dayvon Reid Ruth Williams 21-19 / 21-11 | Leodannis Martínez Tahimara Oropeza 21-12 / 21-11 | Phillip Chew Jamie Subandhi 18-21 / 14-21 | Eliminados      | Medalla de bronce |
| Andrés Corpancho Luz María Zornoza | Dobles mixtos | Antonio Ocegueda Sabrina Solís 21-15 / 21-13 | Toby Ng Alex Bruce 19-21 / 16-21        | Eliminados                                        | Eliminados                                | Eliminados      | 16                |

### Boxeo
Femenino
| Atleta             | Evento      | Cuartos de final   | Semifinal       | Final           |
| Atleta             | Evento      | Rival Resultado    | Rival Resultado | Rival Resultado |
| ------------------ | ----------- | ------------------ | --------------- | --------------- |
| Stefani Barrientos | Peso ligero | Dayana Sánchez 0-3 | Eliminada       | Eliminada       |
| Lucy Valdivia      | Peso mosca  | Mandy Bujold 0-3   | Eliminada       | Eliminada       |

Masculino
| Atleta         | Evento     | Ronda de 16     | Cuartos de final         | Semifinal       | Final           |
| Atleta         | Evento     | Rival Resultado | Rival Resultado          | Rival Resultado | Rival Resultado |
| -------------- | ---------- | --------------- | ------------------------ | --------------- | --------------- |
| Jorvi Ferroñan | Peso gallo | José Díaz 2-1   | Francisco Martínez TKO-I | Eliminado       | Eliminado       |

### Canotaje
Femenino
| Atleta       | Evento   | Final    | Final    |
| Atleta       | Evento   | Tiempo   | Posición |
| ------------ | -------- | -------- | -------- |
| Keren Guerra | C1 200 m | 1:05.445 | 8        |

### Ciclismo
Masculino
| Atleta             | Evento           | Clasificación | Clasificación | Cuartos de final | Cuartos de final | Cuartos de final | Cuartos de final | Cuartos de final | Semifinal  | Semifinal  | Final       | Final       | Posición Final |
| Atleta             | Evento           | Tiempo        | Posición      | Carrera 1        | Carrera 2        | Carrera 3        | Puntos           | Posición         | Tiempo     | Posición   | Tiempo      | Posición    | Posición Final |
| ------------------ | ---------------- | ------------- | ------------- | ---------------- | ---------------- | ---------------- | ---------------- | ---------------- | ---------- | ---------- | ----------- | ----------- | -------------- |
| Juan Carlos Zúñiga | BMX              | 44.090        | 19            | 52.755           | 46.478           | 43.117           | 15               | 5                | Eliminados | Eliminados | Eliminados  | Eliminados  | 19             |
| Jaime Koochoy      | BMX              | 44.350        | 20            | 49.300           | 43.105           | 46.687           | 14               | 5                | Eliminados | Eliminados | Eliminados  | Eliminados  | 17             |
| Alonso Gamero      | Ciclismo de ruta | ——————————    | ——————————    | ——————————       | ——————————       | ——————————       | ——————————       | ——————————       | —————————— | —————————— | No finalizó | No finalizó | No finalizó    |
| Royner Navarro     | Ciclismo de ruta | ——————————    | ——————————    | ——————————       | ——————————       | ——————————       | ——————————       | ——————————       | —————————— | —————————— | No finalizó | No finalizó | No finalizó    |

### Clavados
Masculino
| Atleta         | Evento                     | Preliminar | Preliminar | Final      | Final      | Posición Final |
| Atleta         | Evento                     | Puntos     | Posición   | Puntos     | Posición   | Posición Final |
| -------------- | -------------------------- | ---------- | ---------- | ---------- | ---------- | -------------- |
| Adrián Infante | Trampolín 3 m              | 267.90     | 18         | Eliminados | Eliminados | 18             |
| Daniel Pinto   | Trampolín 3 m              | 266.55     | 19         | Eliminados | Eliminados | 19             |
| Adrián Infante | Trampolín 3 m sincronizado | ———        | ———        | 283.47     | 8          | 8              |
| Daniel Pinto   | Trampolín 3 m sincronizado | ———        | ———        | 283.47     | 8          | 8              |

### Equitación
Masculino
| Jinete        | Caballo            | Evento           | Ronda 1          | Ronda 1          | Ronda 2          | Ronda 2          | Ronda 3          | Ronda 3          | Final            | Final            | Final            | Final            | Final            | Final            |
| Jinete        | Caballo            | Evento           | Ronda 1          | Ronda 1          | Ronda 2          | Ronda 2          | Ronda 3          | Ronda 3          | Ronda A          | Ronda A          | Ronda B          | Ronda B          | Total            | Total            |
| Jinete        | Caballo            | Evento           | Pen.             | Pos.             | Pen.             | Pos.             | Pen.             | Pos.             | Pen.             | Pos.             | Pen.             | Pos.             | Pen.             | Pos.             |
| ------------- | ------------------ | ---------------- | ---------------- | ---------------- | ---------------- | ---------------- | ---------------- | ---------------- | ---------------- | ---------------- | ---------------- | ---------------- | ---------------- | ---------------- |
| Martín Jerí   | Olympe du Fouquet  | Salto individual | ———————————————— | ———————————————— | ———————————————— | ———————————————— | ———————————————— | ———————————————— | ———————————————— | ———————————————— | ———————————————— | ———————————————— | ———————————————— | ———————————————— |
| Alonso Valdez | Ferrero van Overis | Salto individual | 0                | 1                | 9                | 32               | 9                | 34               | 8                | 12               | 4                | 8                | 12               | 11               |

Pen=Penalizaciones; Pos=Posición

### Esgrima
Femenino
| Atleta           | Evento             | Clasificación | Clasificación | Ronda de 16            | Cuartos de final | Semifinal       | Final           | Posición final |
| Atleta           | Evento             | Victorias     | Posición      | Rival Resultado        | Rival Resultado  | Rival Resultado | Rival Resultado | Posición final |
| ---------------- | ------------------ | ------------- | ------------- | ---------------------- | ---------------- | --------------- | --------------- | -------------- |
| María Luisa Doig | Espada individual  | 2             | 13            | Katarzyna Trzopek 2-15 | Eliminada        | Eliminada       | Eliminada       | 14             |
| María Luisa Doig | Florete individual | 1             | 5             | Alanna Goldie 2-15     | Eliminada        | Eliminada       | Eliminada       | 15             |

### Esquí acuático
Femenino
| Atleta                  | Evento  | Preliminar    | Preliminar | Final         | Final          |
| Atleta                  | Evento  | Resultado     | Posición   | Resultado     | Posición       |
| ----------------------- | ------- | ------------- | ---------- | ------------- | -------------- |
| Delfina Cuglievan       | Figuras | 1040          | 11         | No clasificó  | No clasificó   |
| Natalia Cuglievan       | Figuras | 7840          | 3          | 8360          | Medalla de oro |
| María Alejandra De Osma | Figuras | 4180          | 8          | No clasificó  | No clasificó   |
| María Alejandra De Osma | Saltos  | 33.6          | 6          | 32.9          | 6              |
| Delfina Cuglievan       | Eslalon | 2.00/55/11.25 | 3          | 1.50/55/12.00 | 4              |
| María Alejandra De Osma | Eslalon | 2.00/55/12.00 | 5          | 2.00/55/13.00 | 5              |
| Delfina Cuglievan       | Overall | ————————      | ————————   | ————————      | ————————       |
| María Alejandra De Osma | Overall | ————————      | ————————   | ————————      | ————————       |

Masculino
| Atleta        | Evento  | Preliminar    | Preliminar | Final        | Final        |
| Atleta        | Evento  | Resultado     | Posición   | Resultado    | Posición     |
| ------------- | ------- | ------------- | ---------- | ------------ | ------------ |
| Mario Mustafa | Figuras | 1390          | 14         | No clasificó | No clasificó |
| Mario Mustafa | Saltos  | 43.8          | 9          | No clasificó | No clasificó |
| Mario Mustafa | Slalom  | 2.50/58/13.00 | 15         | No clasificó | No clasificó |
| Mario Mustafa | Overall | ————————      | ————————   | ————————     | ————————     |

### Fútbol
Masculino
(Perú no clasificó al futbol femenil por un fallo en el tas)
| Equipo | Evento           | Ronda de grupos | Ronda de grupos | Semifinal       | Final           |
| Equipo | Evento           | Rival Resultado | Posición        | Rival Resultado | Rival Resultado |
| --- | ---------------- | --------------- | --------------- | --------------- | --------------- |
| Jonathan Medina Steven Rivadeneyra Brian Bernaola Saúl Salas Elsar Rodas Juan Diego Li Yordi Vílchez Joaquín Aguirre Pedro Aquino Renzo Garcés Rafael Guarderas José Manzaneda Víctor Cedrón Ray Sandoval Alexis Arias Juan Morales Gonzalo Maldonado Kevin Ruiz | Torneo masculino | Panamá 1-2      | 3               | Eliminados      | Eliminados      |
| Jonathan Medina Steven Rivadeneyra Brian Bernaola Saúl Salas Elsar Rodas Juan Diego Li Yordi Vílchez Joaquín Aguirre Pedro Aquino Renzo Garcés Rafael Guarderas José Manzaneda Víctor Cedrón Ray Sandoval Alexis Arias Juan Morales Gonzalo Maldonado Kevin Ruiz | Torneo masculino | Brasil 0-4      | 3               | Eliminados      | Eliminados      |
| Jonathan Medina Steven Rivadeneyra Brian Bernaola Saúl Salas Elsar Rodas Juan Diego Li Yordi Vílchez Joaquín Aguirre Pedro Aquino Renzo Garcés Rafael Guarderas José Manzaneda Víctor Cedrón Ray Sandoval Alexis Arias Juan Morales Gonzalo Maldonado Kevin Ruiz | Torneo masculino | Canadá 2-0      | 3               | Eliminados      | Eliminados      |

### Gimnasia
Femenino
| Atleta            | Evento | Aparato           | Aparato       | Aparato | Aparato | Total  | Posición Final |     |     |
| ----------------- | ------ | ----------------- | ------------- | ------- | ------- | ------ | -------------- | --- | --- |
| Atleta            | Evento | Mariana Chiarella | Clasificación | ———     | ———     | ———    | ———            | ——— | ——— |
| Ariana Orrego     | 13.850 | 12.700            | Clasificación | 12.150  | 12.400  | 51.100 | 18             |     |     |
| Mariana Chiarella | Final  | ———               | ———           | ———     | ———     | ———    | ———            |     |     |
| Ariana Orrego     | Final  | 13.850            | 12.800        | 12.250  | 13.100  | 52.000 | 13             |     |     |

Masculino
| Atleta            | Evento | Aparato       | Aparato       | Aparato | Aparato | Aparato | Aparato | Total  | Posición Final |        |        |        |    |
| ----------------- | ------ | ------------- | ------------- | ------- | ------- | ------- | ------- | ------ | -------------- | ------ | ------ | ------ | -- |
| Atleta            | Evento | Daniel Agüero | Clasificación | 14.200  | 12.350  | 10.900  | 13.750  | Total  | Posición Final | 12.500 | 11.850 | 75.550 | 23 |
| Mauricio Gallegos | 11.550 | 13.450        | Clasificación | 12.600  | 13.650  | 10.550  | 11.700  | 73.500 | 25             |        |        |        |    |
| Daniel Agüero     | Final  | 12.600        | 12.300        | 11.850  | 14.300  | 12.300  | 12.900  | 76.250 | 17             |        |        |        |    |
| Mauricio Gallegos | Final  | 11.600        | 12.850        | 12.200  | 12.650  | 11.350  | 12.850  | 73.500 | 19             |        |        |        |    |

### Golf
Femenino
| Atleta          | Evento     | Final   | Final   | Final   | Final   | Final | Final    |
| Atleta          | Evento     | Ronda 1 | Ronda 2 | Ronda 3 | Ronda 4 | Total | Posición |
| --------------- | ---------- | ------- | ------- | ------- | ------- | ----- | -------- |
| Lucía Gutiérrez | Individual | 74      | 70      | 76      | 75      | 295   | 7        |
| Simone De Souza | Individual | 82      | 80      | 74      | 74      | 310   | 18       |

Masculino
| Atleta              | Evento     | Final   | Final   | Final   | Final   | Final | Final    |
| Atleta              | Evento     | Ronda 1 | Ronda 2 | Ronda 3 | Ronda 4 | Total | Posición |
| ------------------- | ---------- | ------- | ------- | ------- | ------- | ----- | -------- |
| Luis Fernando Barco | Individual | 70      | 68      | 72      | 78      | 288   | 12       |
| Felipe Strobach     | Individual | 77      | 73      | 70      | 76      | 296   | 18       |

Mixto
| Atletas                                                             | Evento | Final   | Final   | Final   | Final   | Final | Final    |
| Atletas                                                             | Evento | Ronda 1 | Ronda 2 | Ronda 3 | Ronda 4 | Total | Posición |
| ------------------------------------------------------------------- | ------ | ------- | ------- | ------- | ------- | ----- | -------- |
| Luis Fernando Barco Simone De Souza Lucía Gutiérrez Felipe Strobach | Mixto  | 144     | 138     | 144     | 150     | —     | 4        |

### Levantamiento de pesas
Femenino
| Atleta         | Evento | Arrancada | Envión | Total | Posición |
| -------------- | ------ | --------- | ------ | ----- | -------- |
| Tessy Sandi    | 58 kg  | 80        | 103    | 183   | 4        |
| Angie Cárdenas | 63 kg  | 79        | 103    | 182   | 7        |

Masculino
| Atleta            | Evento | Arrancada | Envión | Total | Posición |
| ----------------- | ------ | --------- | ------ | ----- | -------- |
| Óscar Terrones    | 69 kg  | 120       | 150    | 270   | 9        |
| Junior Lahuanampa | 69 kg  | 110       | 150    | 260   | 11       |

### Judo
Masculino
| Atleta           | Evento  | Ronda de 16                   | Cuartos de final            | Semifinal                | Final                    | Posición Final |
| Atleta           | Evento  | Rival Resultado               | Rival Resultado             | Rival Resultado          | Rival Resultado          | Posición Final |
| ---------------- | ------- | ----------------------------- | --------------------------- | ------------------------ | ------------------------ | -------------- |
| Juan Postigos    | 60 kg   | ———                           | Sergio Pessoa 000S1 - 000S2 | Lenin Preciado 000 - 100 | John Futtinico 000 - 100 | 5              |
| Jesús Gavidia    | 66 kg   | Carlos Tondique 000S3 - 000S2 | Eliminado                   | Eliminado                | Eliminado                | 10             |
| José Luis Arroyo | -100 kg | Antony Peña 000S3-101S1       | Eliminado                   | Eliminado                | Eliminado                | ——             |
| Joshua Santos    | +100 kg | Ramón Pileta 000S1-100S1      | David Moura 000-100         | Eliminado                | Eliminado                | 7              |

### Karate
Femenino
| Atleta              | Evento | Round Robin         | Round Robin            | Round Robin           | Round Robin | Semifinal         | Final           | Posición Final    |
| Atleta              | Evento | Rival Resultado     | Rival Resultado        | Rival Resultado       | Posición    | Rival Resultado   | Rival Resultado | Posición Final    |
| ------------------- | ------ | ------------------- | ---------------------- | --------------------- | ----------- | ----------------- | --------------- | ----------------- |
| Merly Huamani       | 50 kg  | Ana Villanueva 0-0  | Jusleen Alia Virk 0-3  | Aurimer Campos 0-1    | 4           | ———               | ———             | 7                 |
| Alessandra Vindrola | 55 kg  | Brandi Robinson 1-0 | Jessy Reyes 2-3        | Stella Urango 8-0     | 2           | Kate Campbell -   | ———             | Medalla de bronce |
| Alexandra Grande    | 61 kg  | Karina Díaz 4-4     | Kamille Desjardins 4-3 | Jacqueline Factos 9-1 | 1           | Daniela Lepín 5-1 | Karina Díaz 4-3 | Medalla de oro    |

### Lucha
Femenino
| Atleta           | Evento | Cuartos de final    | Semifinal             | Repechaje              | Final                  | Posición Final    |
| Atleta           | Evento | Rival Resultado     | Rival Resultado       | Rival Resultado        | Rival Resultado        | Posición Final    |
| ---------------- | ------ | ------------------- | --------------------- | ---------------------- | ---------------------- | ----------------- |
| Thalia Mallqui   | 48 kg  | Angélica Bustos 3-0 | Carolina Castillo 4-3 | ———                    | Genevieve Morrison 4-5 | Medalla de plata  |
| Yanet Sovero     | 58 kg  | Betzabeth Sarco 3-2 | Joice Souza 3-5       | Alejandra Romero 6-6   | ———                    | Medalla de bronce |
| Jessica Olivares | 63 kg  | Braxton Stone 0-10  | ———                   | Jackeline Rentería 5-8 | ———                    | 5                 |

Masculino
| Atleta        | Evento | Cuartos de final   | Semifinal          | Repechaje            | Final                | Posición Final    |
| Atleta        | Evento | Rival Resultado    | Rival Resultado    | Rival Resultado      | Rival Resultado      | Posición Final    |
| ------------- | ------ | ------------------ | ------------------ | -------------------- | -------------------- | ----------------- |
| Pablo Benítes | 57 kg  | ———                | Ángel Escobedo 0-6 | Emir Hernández -     | ———                  | 5                 |
| Mario Molina  | 66 kg  | Bryce Saddoris 0-3 | ———                | Jefrin Mejía 9-4     | ———                  | Medalla de bronce |
| Luigi García  | 75 kg  | ———                | Juan Escobar 0-8   | Eliminado            | Eliminado            | 8                 |
| Pool Ambrocio | 86 kg  | Luis Pérez 10-0    | Reineris Salas 1-7 | Tamerlan Tagziev 0-5 | Tamerlan Tagziev 0-5 | 5                 |

### Nado sincronizado
| Equipo | Evento | Rutina Técnica | Rutina Técnica | Rutina Libre | Rutina Libre | Total    | Posición Final |
| Equipo | Evento | Puntos         | Posición       | Puntos       | Posición     | Total    | Posición Final |
| --- | ------ | -------------- | -------------- | ------------ | ------------ | -------- | -------------- |
| María Paula Castillo Camila Cayo Ana Espinoza Carla Morales Sandy Quiroz Karen Rolando Cielomar Romero Valeria Romero Thais Yamashiro | Equipo | 66.4587        | 7              | 68.8333      | 7            | 135.2920 | 7              |

### Natación
Femenino
| Atleta                                                           | Evento                       | Preliminar | Preliminar | Final   | Final    | Posición Final |
| Atleta                                                           | Evento                       | Tiempo     | Posición   | Tiempo  | Posición | Posición Final |
| ---------------------------------------------------------------- | ---------------------------- | ---------- | ---------- | ------- | -------- | -------------- |
| Paula Tamashiro                                                  | 100 metros braza             | 1:15.46    | 5          | 1:14.84 | 6        | 14             |
| Mckenna De Veber                                                 | 100 metros espalda           | 1:05.00    | 6          | ——      | ——       | 17             |
| Mckenna De Veber                                                 | 100 metros libre             | 57.40      | 5          | 57.56   | 6        | 14             |
| Mckenna De Veber                                                 | 100 metros mariposa          | 1:01.62    | 5          | 1:02.10 | 7        | 15             |
| Paula Tamashiro                                                  | 200 metros braza             | 2:43.73    | 8          | 2:41.94 | 5        | 13             |
| Mckenna De Veber                                                 | 200 metros espalda           | 2:20.67    | 6          | 2:16.76 | 3        | 11             |
| Andrea Cedrón                                                    | 200 metros libre             | 2:04.55    | 4          | 2:04.11 | 7        | 15             |
| Mckenna De Veber                                                 | 200 metros medley individual | 2:21.65    | 4          | 2:18.49 | 2        | 10             |
| Andrea Cedrón                                                    | 400 metros libre             | 4:21.31    | 5          | 4:23.93 | 6        | 14             |
| Andrea Cedrón                                                    | 400 metros medley individual | 5:07.00    | 6          | 5:05.81 | 3        | 11             |
| Jessica Cattaneo Mckenna De Veber Kaori Miyahara Paula Tamashiro | Relevo 4 x 100 metros medley | 4:32.62    | 8          | 4:22.49 | 8        | 8              |
| Jessica Cattaneo Andrea Cedrón Mckenna De Veber Kaori Miyahara   | Relevo 4 x 100 metros libre  | 3:54.44    | 7          | 3:52.43 | 7        | 7              |
| Jessica Cattaneo Andrea Cedrón Mckenna De Veber Kaori Miyahara   | Relevo 4x200 metros libre    | 8:30.61    | 5          | 8:42.53 | 5        | 5              |

Masculino
| Atleta                                                                    | Evento                       | Preliminar    | Preliminar    | Final         | Final         | Posición Final |
| Atleta                                                                    | Evento                       | Tiempo        | Posición      | Tiempo        | Posición      | Posición Final |
| ------------------------------------------------------------------------- | ---------------------------- | ------------- | ------------- | ------------- | ------------- | -------------- |
| Gerardo Huidobro                                                          | 100 metros braza             | 1:08.27       | 6             | ——            | ——            | 18             |
| Gustavo Gutiérrez                                                         | 100 metros libre             | 55.66         | 8             | ——            | ——            | 22             |
| Mauricio Fiol                                                             | 100 metros mariposa          | 52.25         | 2             | Descalificado | Descalificado | Descalificado  |
| Gerardo Huidobro                                                          | 200 metros braza             | 2:26.30       | 7             | ——            | ——            | 20             |
| Mauricio Fiol                                                             | 200 metros mariposa          | 1:56.81       | 1             | 1:55.15       | 2             | Descalificado  |
| Jean Pierre Monteagudo                                                    | 200 metros medley individual | 2:13.24       | 6             | ——            | ——            | 20             |
| Mauricio Fiol                                                             | 400 metros libre             | Descalificado | Descalificado | Descalificado | Descalificado | Descalificado  |
| Jean Pierre Monteagudo                                                    | 400 metros medley individual | 4:38.75       | 7             | ——            | ——            | 18             |
| Gustavo Gutiérrez                                                         | 1500 metros libre            | ——            | ——            | 16:08.75      | 3             | 17             |
| Gustavo Gutiérrez Gerardo Huidobro Nicholas Magana Jean Pierre Monteagudo | Relevo 4 x 100 metros libre  | 3:36.97       | 7             | 3:37.41       | 7             | 7              |
| Gustavo Gutiérrez Gerardo Huidobro Nicholas Magana Jean Pierre Monteagudo | Relevo 4 x 100 metros medley | 4:04.06       | 4             | ——            | ——            | 9              |
| Mauricio Fiol Gustavo Gutiérrez Nicholas Magana Jean Pierre Monteagudo    | Relevo 4x200 metros libre    | 8:05.46       | 7             | ——            | ——            | 7              |

### Pentatlón moderno
Femenino
| Atleta          | Evento   | Esgrima | Esgrima | Esgrima | Esgrima | Natación | Natación | Natación | Esgrima (Bonificación) | Esgrima (Bonificación) | Esgrima (Bonificación) | Equitación | Equitación | Equitación | Equitación | Tiro/Carrera | Tiro/Carrera | Tiro/Carrera | Puntuación Total | Posición Final |
| Atleta          | Evento   | Vic.    | Der.    | Ptos.   | Pos.    | Tiem.    | Ptos.    | Pos.     | Vic.                   | Ptos.                  | Pos.                   | Pen.       | Tiem.      | Ptos.      | Pos.       | Tiem.        | Ptos.        | Pos.         | Puntuación Total | Posición Final |
| --------------- | -------- | ------- | ------- | ------- | ------- | -------- | -------- | -------- | ---------------------- | ---------------------- | ---------------------- | ---------- | ---------- | ---------- | ---------- | ------------ | ------------ | ------------ | ---------------- | -------------- |
| Blanca Kometter | Femenino | 8       | 13      | 177     | 19      | 2:27.09  | 259      | 17       | 0                      | 177                    | 19                     | 51         | 66.80      | 249        | 19         | 16:51.69     | 289          | 22           | 974              | 19             |

Vic=Victorias; Der=Derrotas; Ptos=Puntos; Pos=Posición; Tiem=Tiempo; Pen=Penalizaciones
Masculino
| Atleta         | Evento    | Esgrima | Esgrima | Esgrima | Esgrima | Natación | Natación | Natación | Esgrima (Bonificación) | Esgrima (Bonificación) | Esgrima (Bonificación) | Equitación | Equitación | Equitación | Equitación | Tiro/Carrera | Tiro/Carrera | Tiro/Carrera | Puntuación Total | Posición Final |
| Atleta         | Evento    | Vic.    | Der.    | Ptos.   | Pos.    | Tiem.    | Ptos.    | Pos.     | Vic.                   | Ptos.                  | Pos.                   | Pen.       | Tiem.      | Ptos.      | Pos.       | Tiem.        | Ptos.        | Pos.         | Puntuación Total | Posición Final |
| -------------- | --------- | ------- | ------- | ------- | ------- | -------- | -------- | -------- | ---------------------- | ---------------------- | ---------------------- | ---------- | ---------- | ---------- | ---------- | ------------ | ------------ | ------------ | ---------------- | -------------- |
| Carlos Barrios | Masculino | 5       | 23      | 130     | 29      | 3:09.83  | 131      | 29       | 0                      | 130                    | 29                     | 25         | 75.00      | 275        | 12         | 14:30.03     | 430          | 23           | 966              | 25             |
| Jeffrey Leyva  | Masculino | 6       | 22      | 138     | 28      | 2:45.73  | 203      | 27       | 1                      | 139                    | 28                     | 10         | 40.87      | 0          | —          | 16:49.11     | 291          | 29           | 633              | 29             |

Vic=Victorias; Der=Derrotas; Ptos=Puntos; Pos=Posición; Tiem=Tiempo; Pen=Penalizaciones

### Remo
Masculino
| Atleta                   | Evento           | Preliminar | Preliminar | Repechaje | Repechaje | Final   | Final    | Posición Final |
| Atleta                   | Evento           | Tiempo     | Posición   | Tiempo    | Posición  | Tiempo  | Posición | Posición Final |
| ------------------------ | ---------------- | ---------- | ---------- | --------- | --------- | ------- | -------- | -------------- |
| Eduardo Linares          | Scull individual | 7:27.35    | 3          | 7:34.17   | 3         | 8:14.28 | 2        | 9              |
| Renzo León Álvaro Torres | Scull dobles     | 6:35.67    | 2          | 6:57.44   | 2         | 6:42.85 | 5        | 5              |

### Squash
Masculino
| Atleta                                   | Evento  | Ronda de 32                                         | Ronda de 16                                         | Cuartos de final                                              | Semifinal                                                     | Final                                                         | Posición Final    |
| Atleta                                   | Evento  | Rival Resultado                                     | Rival Resultado                                     | Rival Resultado                                               | Rival Resultado                                               | Rival Resultado                                               | Posición Final    |
| ---------------------------------------- | ------- | --------------------------------------------------- | --------------------------------------------------- | ------------------------------------------------------------- | ------------------------------------------------------------- | ------------------------------------------------------------- | ----------------- |
| Diego Elías                              | Singles | ———                                                 | Jaime Pinto 11-0 / 11-4 / 11-6                      | Christopher Gordon 11-9 / 11-7 / 11-9                         | César Salazar 7-11 / 8-11 / 11-5 / 11-0 / 11-0                | Miguel Rodríguez 9-11 / 11-3 / 10-12 / 8-11                   | Medalla de plata  |
| Alonso Escudero                          | Singles | Joseph Chapman 11-7 / 11-7 / 11-2                   | Todd Harrity 3-11 / 8-11 / 5-11                     | Eliminado                                                     | Eliminado                                                     | Eliminado                                                     | Eliminado         |
| Andrés Duany Diego Elías                 | Dobles  | ———                                                 | ———                                                 | Max Camiruaga Sebastián Gallegos 11-4 / 11-7                  | Andrés Herrera Juan Vargas 5-11 / 2-11                        | Eliminados                                                    | Medalla de bronce |
| Andrés Duany Diego Elías Alonso Escudero | Equipos | Ronda de grupos México 1-2 Argentina 1-2 Guyana 3-0 | Ronda de grupos México 1-2 Argentina 1-2 Guyana 3-0 | Partidos por el séptimo al décimo lugar Ecuador 3-0 Chile 3-0 | Partidos por el séptimo al décimo lugar Ecuador 3-0 Chile 3-0 | Partidos por el séptimo al décimo lugar Ecuador 3-0 Chile 3-0 | 7                 |

### Taekwondo
Femenino
| Atleta               | Evento | Ronda de 16           | Cuartos de final | Semifinal       | Final           |
| Atleta               | Evento | Rival Resultado       | Rival Resultado  | Rival Resultado | Rival Resultado |
| -------------------- | ------ | --------------------- | ---------------- | --------------- | --------------- |
| Julissa Diez Canseco | 49 kg  | Ibeth Rodríguez 1-8   | Eliminada        | Eliminada       | Eliminada       |
| Belén Costa          | 57 kg  | María José Correa 4-7 | Eliminada        | Eliminada       | Eliminada       |

Masculino
| Atleta       | Evento | Ronda de 16         | Cuartos de final | Semifinal       | Final           |
| Atleta       | Evento | Rival Resultado     | Rival Resultado  | Rival Resultado | Rival Resultado |
| ------------ | ------ | ------------------- | ---------------- | --------------- | --------------- |
| Luis Oblitas | 58 kg  | Harold Avella 15-16 | Eliminado        | Eliminado       | Eliminado       |

### Tenis
Femenino
| Atleta       | Evento  | Ronda de 32                     | Ronda de 16            | Cuartos de final | Semifinal       | Final           | Posición Final |
| Atleta       | Evento  | Rival Resultado                 | Rival Resultado        | Rival Resultado  | Rival Resultado | Rival Resultado | Posición Final |
| ------------ | ------- | ------------------------------- | ---------------------- | ---------------- | --------------- | --------------- | -------------- |
| Bianca Botto | Singles | Charlotte Romer 5-7 / 6-4 / 6-4 | Lauren Davis 3-6 / 1-6 | Eliminada        | Eliminada       | Eliminada       | 9              |

### Tenis de mesa
Femenino
| Atleta                                 | Evento  | Ronda de grupos | Ronda de grupos    | Ronda de grupos      | Ronda de grupos | Ronda de 16     | Cuartos definal | Semifinal       | Final           |
| Atleta                                 | Evento  | Rival Resultado | Rival Resultado    | Rival Resultado      | Posición        | Rival Resultado | Rival Resultado | Rival Resultado | Rival Resultado |
| -------------------------------------- | ------- | --------------- | ------------------ | -------------------- | --------------- | --------------- | --------------- | --------------- | --------------- |
| Ángela Mori                            | Singles | Lin Gui 0-4     | Alicia Cote 1-4    | Camila Arguelles 3-4 | 4               | Eliminadas      | Eliminadas      | Eliminadas      | Eliminadas      |
| Janina Nieto                           | Singles | Ana Codina 0-4  | Johenny Valdez 2-4 | Paula Medina 1-4     | 4               | Eliminadas      | Eliminadas      | Eliminadas      | Eliminadas      |
| Gabriela Soto                          | Singles | Anqi Luo 0-4    | Yasiris Ortiz 4-3  | Gremlis Arvelo 0-4   | 3               | Eliminadas      | Eliminadas      | Eliminadas      | Eliminadas      |
| Ángela Mori Janina Nieto Gabriela Soto | Equipo  | Brasil 0-3      | ——                 | Cuba 0-3             | 3               | Eliminadas      | Eliminadas      | Eliminadas      | Eliminadas      |

Masculino
| Atleta          | Evento  | Ronda de grupos      | Ronda de grupos   | Ronda de grupos     | Ronda de grupos | Ronda de 32        | Ronda de 16     | Cuartos de final | Semifinal       | Final           |
| Atleta          | Evento  | Rival Resultado      | Rival Resultado   | Rival Resultado     | Posición        | Rival Resultado    | Rival Resultado | Rival Resultado  | Rival Resultado | Rival Resultado |
| --------------- | ------- | -------------------- | ----------------- | ------------------- | --------------- | ------------------ | --------------- | ---------------- | --------------- | --------------- |
| Bryan Blas      | Singles | Marcelo Aguirre 2-4  | Ricardo Villa 2-4 | Daniel González 2-4 | 4               | Eliminados         | Eliminados      | Eliminados       | Eliminados      | Eliminados      |
| Jhoan Chávez    | Singles | Rodrigo Gilabert 2-4 | Manuel Moya 2-4   | Thiago Monteiro 0-4 | 4               | Eliminados         | Eliminados      | Eliminados       | Eliminados      | Eliminados      |
| Diego Rodríguez | Singles | Timothy Wang 0-4     | Miguel Lara 4-1   | Emil Santos 4-1     | 2               | Brian Afanador 2-4 | Eliminado       | Eliminado        | Eliminado       | Eliminado       |

### Tiro
Femenino
| Atleta              | Evento                       | Clasificación | Clasificación | Clasificación | Clasificación | Clasificación | Clasificación | Clasificación | Posición | Resultado    | Semifinal | Final | Posición Final |
| Atleta              | Evento                       | 1             | 2             | 3             | 4             | 5             | 6             | Total         | Posición | Resultado    | Semifinal | Final | Posición Final |
| ------------------- | ---------------------------- | ------------- | ------------- | ------------- | ------------- | ------------- | ------------- | ------------- | -------- | ------------ | --------- | ----- | -------------- |
| Mariana Quintanilla | Pistola 10 metros            | 94            | 92            | 91            | 92            | ——            | ——            | 369-07x       | 11       | No clasificó | ———       | ———   | 11             |
| Brianda Rivera      | Pistola 10 metros            | 87            | 95            | 95            | 83            | ——            | ——            | 360-04x       | 21       | No clasificó | ———       | ———   | 21             |
| Mariana Quintanilla | Pistola 25 metros            | 92            | 93            | 90            | 97            | 97            | 92            | 561-16 x      | 12       | No clasificó | ———       | ———   | 12             |
| Brianda Rivera      | Pistola 25 metros            | 92            | 86            | 87            | 95            | 95            | 94            | 549-9 x       | 17       | No clasificó | ———       | ———   | 17             |
| Sara Vizcarra       | Rifle 10 metros              | 101.1         | 101.3         | 101.9         | 102.3         | ——            | ——            | 406.6         | 10       | No clasificó | ———       | ———   | 10             |
| Sara Vizcarra       | Rifle 50 metros 3 posiciones | 191           | 194           | 182           | ——            | ——            | ——            | 567-16x       | 11       | No clasificó | ———       | ———   | 11             |
| Daniela Borda       | Skeet                        | 20            | 17            | 22            | ——            | ——            | ——            | 59            | 6        | Clasificó    | 13        | 12    | 4              |

Masculino
| Atleta              | Evento                           | Clasificación | Clasificación | Clasificación | Clasificación | Clasificación | Clasificación | Clasificación | Posición | Resultado    | Semifinal | Final | Posición Final    |
| Atleta              | Evento                           | 1             | 2             | 3             | 4             | 5             | 6             | Total         | Posición | Resultado    | Semifinal | Final | Posición Final    |
| ------------------- | -------------------------------- | ------------- | ------------- | ------------- | ------------- | ------------- | ------------- | ------------- | -------- | ------------ | --------- | ----- | ----------------- |
| Marko Carrillo      | Pistola 10 metros                | 98            | 92            | 96            | 90            | 95            | 96            | 567-16x       | 11       | No clasificó | ———       | ———   | 11                |
| Enrique Arnaez      | Pistola 10 metros                | 91            | 94            | 92            | 96            | 93            | 87            | 553-05x       | 28       | No clasificó | ———       | ———   | 28                |
| Daniel Vizcarra     | Rifle 10 metros                  | 99.5          | 101.0         | 101.5         | 102.0         | 103.2         | 101.5         | 608.7         | 10       | No clasificó | ———       | ———   | 10                |
| Daniel Vizcarra     | Rifle 50 metros 3 posiciones     | 376           | 391           | 351           | ———           | ———           | ———           | 1118-40x      | 17       | No clasificó | ———       | ———   | 17                |
| Daniel Vizcarra     | Rifle 50 metros posición tendida | 100.9         | 103.5         | 100.3         | 102.4         | 101.3         | 100.4         | 608.8         | 21       | No clasificó | ———       | ———   | 21                |
| Marko Carrillo      | Pistola 50 metros                | 89            | 90            | 89            | 91            | 92            | 94            | 545-04x       | 4        | Clasificó    | ———       | 165.9 | Medalla de bronce |
| Enrique Arnaez      | Pistola 50 metros                | 92            | 90            | 84            | 85            | 88            | 90            | 529-04x       | 16       | No clasificó | ———       | ———   | 16                |
| Marko Carrillo      | Pistola 25 metros tiro rápido    | 95            | 96            | 90            | 95            | 93            | 89            | 558-14x       | 8        | No clasificó | ———       | ———   | 8                 |
| Iván Gálvez         | Pistola 25 metros tiro rápido    | 87            | 76            | 73            | 0             | 0             | 0             | 236-1x        | 16       | No clasificó | ———       | ———   | 16                |
| Francisco Boza      | Fosa                             | 23            | 22            | 24            | 23            | 24            | —             | 116           | 3        | Clasificó    | 13        | 11    | Medalla de oro    |
| Alessandro De Souza | Fosa                             | 24            | 21            | 22            | 23            | 22            | —             | 112           | 7        | No clasificó | ———       | ———   | 7                 |
| Alessandro De Souza | Fosa doble                       | 22            | 23            | 24            | 25            | 24            | —             | 118           | 9        | No clasificó | ———       | ———   | 9                 |
| Mario Díaz          | Fosa doble                       | 19            | 20            | 23            | 14            | 15            | —             | 91            | 18       | No clasificó | ———       | ———   | 18                |
| Nicolás Giha        | Skeet                            | 25            | 23            | 23            | 22            | 24            | —             | 117           | 11       | No clasificó | ———       | ———   | 11                |
| Nicolás Pacheco     | Skeet                            | 25            | 25            | 23            | 24            | 23            | —             | 120           | 4        | Clasificó    | 13        | 15    | 4                 |

### Triatlón
Femenino
| Atleta           | Evento   | Natación (1.5 km) | Trans 1 | Bicicleta (40 km) | Trans 2 | Carrera (10 km) | Total   | Posición |
| ---------------- | -------- | ----------------- | ------- | ----------------- | ------- | --------------- | ------- | -------- |
| Delia López      | Femenino | 21:55             | 22:36   | 1:28:05           | 1:28:36 | 53:56           | 2:22:32 | 26       |
| Vivienne Paulett | Femenino | 23:15             | 23:58   | 48:15             | LAP     | LAP             | LAP     | ———      |
| Lorena Imaña     | Femenino | 23:39             | 24:24   | 1:20:28           | LAP     | LAP             | LAP     | ———      |

### Vela
Femenino
| Atleta           | Evento          | Carrera | Carrera | Carrera | Carrera | Carrera | Carrera | Carrera | Carrera | Carrera | Carrera | Carrera | Carrera | Carrera | Carrera | Carrera | Carrera | Carrera | Puntos | Posición |
| Atleta           | Evento          | 1       | 2       | 3       | 4       | 5       | 6       | 7       | 8       | 9       | 10      | 11      | 12      | 13      | 14      | 15      | 16      | M       | Puntos | Posición |
| ---------------- | --------------- | ------- | ------- | ------- | ------- | ------- | ------- | ------- | ------- | ------- | ------- | ------- | ------- | ------- | ------- | ------- | ------- | ------- | ------ | -------- |
| María Belén Bazo | Windsurfing RSX | 7       | 5       | 3       | 5       | 3       | 3       | 6       | 5       | 5       | 3       | 5       | 6       | 3       | 0       | 0       | 0       | 10      | 62     | 5        |
| Paloma Schmidt   | Laser radial    | 9       | 6       | 4       | 3       | 6       | 13      | 1       | 9       | 9       | 9       | 12      | 12      | ———     | ———     | ———     | ———     | ———     | 80     | 9        |

Masculino
| Atleta                                            | Evento       | Carrera | Carrera | Carrera | Carrera | Carrera | Carrera | Carrera | Carrera | Carrera | Carrera | Carrera | Carrera | Carrera | Puntos | Posición |
| Atleta                                            | Evento       | 1       | 2       | 3       | 4       | 5       | 6       | 7       | 8       | 9       | 10      | 11      | 12      | M       | Puntos | Posición |
| ------------------------------------------------- | ------------ | ------- | ------- | ------- | ------- | ------- | ------- | ------- | ------- | ------- | ------- | ------- | ------- | ------- | ------ | -------- |
| Jean Paul De Trazegnies                           | Open Sunfish | 4       | 5       | 8       | 5       | 5       | 10      | 10      | 1       | 5       | 2       | 6       | 4       | 2       | 57     | 5        |
| Stefano Peschiera                                 | Laser        | 11      | 17      | 8       | 17      | 9       | 5       | 9       | 3       | 10      | 4       | 8       | 9       | 4       | 97     | 8        |
| Jorge Castro Luis Olcese Joel Raffo Christian Sas | Open J-24    | 3       | 5       | 7       | 5       | 3       | 1       | 3       | 7       | 3       | 6       | 4       | 1       | 4       | 45     | 4        |
| Alonso Collantes Diego Figueroa                   | Open Snipe   | 9       | 8       | 8       | 3       | 10      | 10      | 7       | 9       | 5       | 3       | 5       | 7       | —       | 74     | 8        |

### Voleibol
Femenino
| Equipo | Evento          | Ronda de grupos                      | Ronda de grupos | Partido por el séptimo y octavo lugar        | Posición Final |
| Equipo | Evento          | Rival Resultado                      | Posición        | Rival Resultado                              | Posición Final |
| --- | --------------- | ------------------------------------ | --------------- | -------------------------------------------- | -------------- |
| Susan Egoavil Shiamara Almeida Raffaella Camet Maguilaura Frías Ángela Leyva Gina López Alexandra Muñoz Karla Ortiz Carla Rueda Mirtha Uribe Clarivett Yllescas Andrea Urrutia | Torneo femenino | Estados Unidos 15-25 / 13-25 / 14-25 | 4               | Canadá 22-25 / 26-24 / 17-25 / 25-21 / 15-13 | 7              |
| Susan Egoavil Shiamara Almeida Raffaella Camet Maguilaura Frías Ángela Leyva Gina López Alexandra Muñoz Karla Ortiz Carla Rueda Mirtha Uribe Clarivett Yllescas Andrea Urrutia | Torneo femenino | Brasil 27-25 / 5-25 / 17-25 / 16-25  | 4               | Canadá 22-25 / 26-24 / 17-25 / 25-21 / 15-13 | 7              |
| Susan Egoavil Shiamara Almeida Raffaella Camet Maguilaura Frías Ángela Leyva Gina López Alexandra Muñoz Karla Ortiz Carla Rueda Mirtha Uribe Clarivett Yllescas Andrea Urrutia | Torneo femenino | Puerto Rico 18-25 / 16-25 / 23-25    | 4               | Canadá 22-25 / 26-24 / 17-25 / 25-21 / 15-13 | 7              |

## Casos de dopaje
El nadador Mauricio Fiol dio positivo en un control antidopaje por consumo de estanozolol, por lo que le fue retirada la medalla de plata que obtuvo en la prueba de 200 metros estilo mariposa y fue excluido de los eventos de 100 metros mariposa, 400 metros libre, relevo 4 x 100 metros y relevo 4x200 metros donde también iba a participar. En septiembre de 2015 la Organización Deportiva Panamericana decidió despojar a la atleta Gladys Tejeda la medalla de oro que obtuvo en el maratón por haber dado positivo en un control antidopaje por consumo de diuréticos.